# Фёдоров, Тимофей Васильевич
Тимофей Васильевич Фёдоров (20 июня 1915, дер. Скорынино, Новгородская губерния — 21 января 1944, дер. Витино, Ленинградская область) — командир отделения роты автоматчиков, сержант. За подвиг, совершённый во время сражения у деревни Витино, удостоен звания Героя Советского Союза (посмертно). Похоронен в Верхнем парке Красного Села.

## Биография
Родился 20 июня 1915 года в деревне Скорынино.
Бросил школу в пятом классе и, окончив курсы, устроился трактористом в колхоз. С мая 1937 года проходил службу в рядах РККА, по окончании которой снова вернулся в родную деревню.
С первых дней Великой Отечественной войны вместе с братьями ушёл на фронт (все братья Тимофея погибли — Фёдор, Дмитрий и Феофан), участвовал в обороне Ленинграда, за что в 1943 году получил медаль «За оборону Ленинграда».

### Подвиг
19 января 1944 года 2-й стрелковый батальон 4-го стрелкового полка 98-й стрелковой дивизии 2-й ударной армии, в котором служил Тимофей Фёдоров, получил приказ двигаться к деревне Витино и уничтожить находившуюся там группировку врага. К 20 января советские войска заняли деревню, но уже на следующий день немцы перешли в контратаку. Вечером 21 января начался обстрел советских позиций тяжёлой самоходной артиллерийской установкой «Фердинанд», уничтожить которую советским войскам не удавалось. Тогда Тимофей Фёдоров собрал в связку гранаты и прокрался вплотную к орудию. Размахнувшись, он бросил связку под гусеницы САУ, но сам уже отбежать не сумел, погибнув от раздавшегося взрыва.

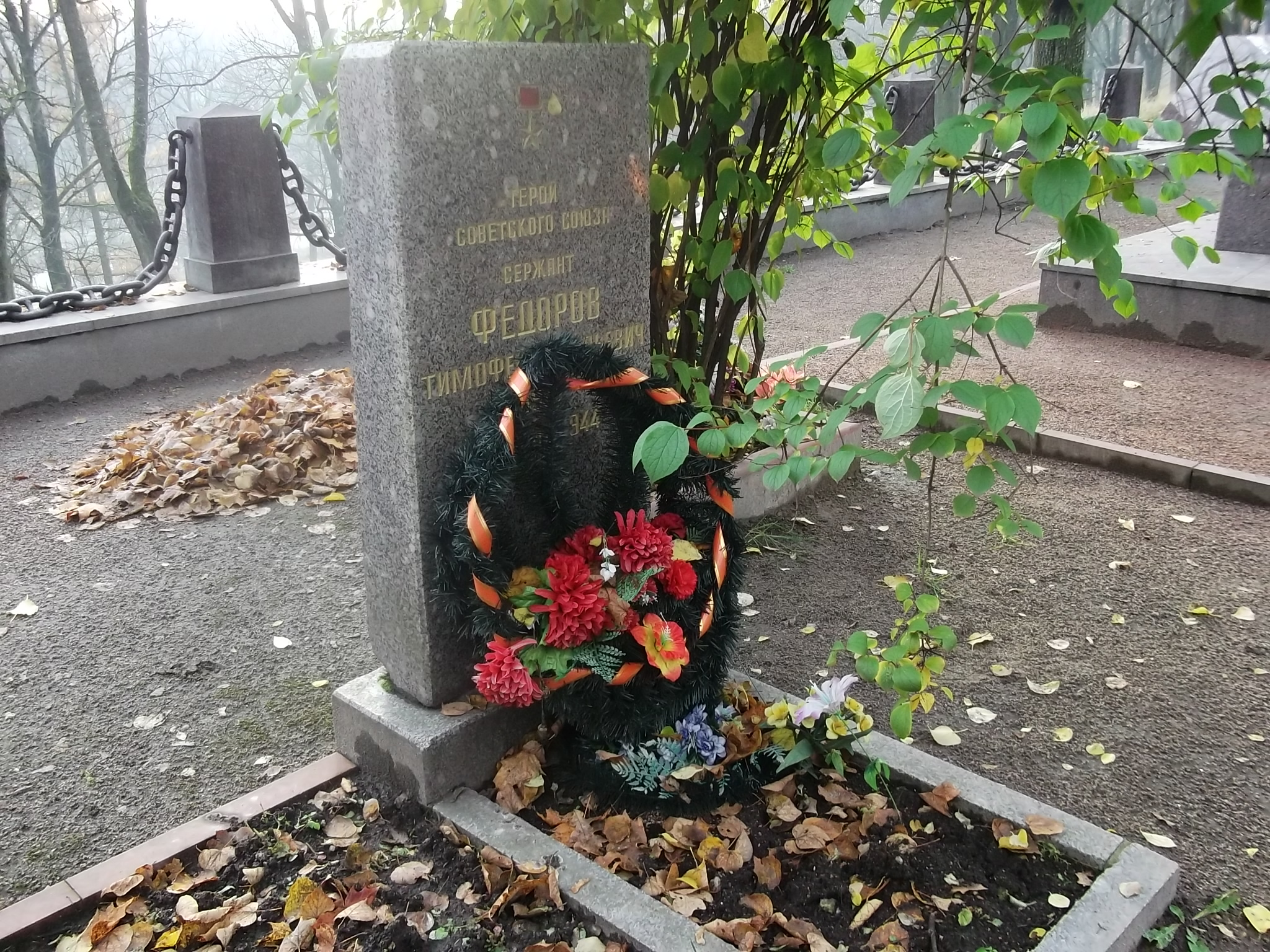
Могила Тимофея Фёдорова в Красном Селе

## Награды и память
- 5 октября 1944 года удостоен звания Героя Советского Союза (посмертно).
- В январе 1943 награждён медалью «За оборону Ленинграда».
- В деревне Витино установлены памятный знак и мемориальная доска.
- В парке Шексны установлен бюст в честь Героя.
- На месте захоронения останков Т. В. Фёдорова в Красном Селе установлен надгробный памятник.
- В честь Т. В. Фёдорова названа улица в Красносельском районе Санкт-Петербурга.